# Klen (biljka)
 Ovo je glavno značenje pojma Klen (biljka). Za druga značenja pogledajte Klen (biljka) (razdvojba).
Klen (poljski javor, lat. Acer campestre) prirođeni je javor gotovo čitave Europe, sjevera južne Engleske (gdje je i jedini prirođeni javor), Danske, Poljske i Bjelorusije, kao i Jugozapadne Azije od Turske do Kavkaza, te Sjeverne Afrike u planinama Atlas. 

## Rasprostranjenost
Areal klena prostire se južnom i zapadnom Europom sve do zapadne Azije i zapadne Afrike. Kod nas u Hrvatskoj najčešće raste u šumi hrasta lužnjaka i običnog graba, obično na uzvišenjima (gredama).

## Izgled
Stablo klena naraste do 20 m. Kora je u mladosti glatka i tanka, dok se u starijoj dobi formira tanak lub sivosmeđe boje, koji se nepravilno i plitko raspucava. Izbojci su sivo-smeđe boje. Pupovi su sitni, na vrhu ušiljeni, obavijeni većim brojem crvenkastosmeđih ljuskica, koje su na vrhovima posute dlačicama. Bočni pupovi su otklonjeni od izbojaka. Listovi su dugi do 7 cm, najčešće peterolapi. Ponekad su donja dva lapa zakržljala, pa znaju djelovati trolapo. Na vrhu su zaobljeni. Cvjetovi se pojavljuju u proljeće za vrijeme listanja, žutozelene su boje, tvore paštitaste cvatove koji stoje uspravno, a kasnije vise. Plod čine perutke, koje međusobno zatvaraju kut od 180 stupnjeva. Krilašca su svijetlosmeđa, na rubovima crvenkasta. Oraščić nije spljošten. Oblik korijenovog sustava ovisi o vrsti tla na kojem raste te može biti srcolik ili tanjurast.

## Ljekovitost i jestivost
Kora stabla i mladih grana   ljekovita je    i djeluje stežuće .Sok dobiven   proljetnim bušenjem stabla može se piti ili ugustiti u slatki sirup.

## Podvrste
1. Acer campestre subsp. leiocarpum (Opiz) Schwer.
2. Acer campestre subsp. marsicum (Guss.) Hayek

Izvori za podvrste

## Galerija
- ilustracija
- stablo
- kora
- list
- u jesen

## Vanjske poveznice
- Plants For A Future